# Friday Anime Night
Friday Anime Night (フライデーアニメナイト estilizado como FRIDAY ANIME NIGHT?) es un bloque de programación de anime nocturno japonés que se transmite en Nippon TV. El bloque se transmite los viernes por la noche de 23:00 a 23:30 JST.

## Historia
En octubre de 2023, Nippon TV estableció una nueva franja horaria de 30 minutos dedicada al anime. Titulada "Friday Anime Night", este bloque se emite a nivel nacional en la cadena y sus estaciones afiliadas a NNS, y se emite a partir de las 23:00 JST los viernes por la noche, después del veterano bloque de películas Kin'yō Road Show (Friday Road Show).
El primer título producido de este bloque fue Sōsō no Frieren. La serie se estrenó con un especial de cuatro episodios de dos horas en el bloque de películas Friday Road Show de la cadena, y los episodios posteriores se emitieron en la nueva franja horaria.

## Títulos
| N.º | Título                                    | Fecha de primera transmisión | Fecha de última transmisión | Eps. | Estudio                   | Notas                                                                                | Refs. |
| --- | ----------------------------------------- | ---------------------------- | --------------------------- | ---- | ------------------------- | ------------------------------------------------------------------------------------ | ----- |
| 1   | Sōsō no Frieren                           | 6 de octubre de 2023         | 22 de marzo de 2024         | 28   | Madhouse                  | Basado en la serie de manga escrita por Kanehito Yamada e ilustrada por Tsukasa Abe. | [ 3 ] |
| 2   | Tensei Shitara Slime Datta Ken 3rd Season | 5 de abril de 2024           | 27 de septiembre de 2024    | 24   | 8-Bit                     | Secuela de Tensei Shitara Slime Datta Ken 2nd Season.                                | [ 4 ] |
| 3   | Kabushiki Gaisha Magilumiere              | 4 de octubre de 2024         | 20 de diciembre de 2024     | 12   | Moe J.C.Staff             | Adaptación del manga escrito por Sekka Iwata e ilustrado por Yū Aoki.                | [ 5 ] |
| 4   | Kusuriya no Hitorigoto 2nd Season         | 10 de enero de 2025          | 4 de julio de 2025          | 24   | OLM Tōhō Animation Studio | Secuela de Kusuriya no Hitorigoto.                                                   | [ 6 ] |
| 5   | Tōgen Anki                                | 11 de julio de 2025          | —                           | —    | Studio Hibari             | Adaptación del manga escrito e ilustrado por Yura Urushibara.                        | [ 7 ] |